# Archelaphe bella
Archelaphe bella is een slang uit de familie toornslangachtigen (Colubridae) en de onderfamilie Colubrinae.

## Naam en indeling
De wetenschappelijke naam van de soort werd voor het eerst voorgesteld door Arthur Stanley in 1917. Oorspronkelijk werd de wetenschappelijke naam Coronella bella gebruikt. Later werd de slang ingedeeld bij de geslachten Wallophis, Elaphe en Oligodon.
Het is de enige soort uit het monotypische geslacht Archelaphe.

### Ondersoorten
De soort wordt verdeeld in twee ondersoorten die onderstaand zijn weergegeven, met de auteur en het verspreidingsgebied.
| Naam                        | Auteur        | Verspreidingsgebied                  |
| --------------------------- | ------------- | ------------------------------------ |
| Archelaphe bella bella      | Stanley, 1917 | De rest van het verspreidingsgebied. |
| Archelaphe bella chapaensis | Bourret, 1934 | China, Myanmar, Vietnam              |

## Verspreiding en habitat
Archelaphe bella komt voor in delen van Azië en leeft in de landen China, India, Myanmar en Vietnam.
De habitat bestaat uit vochtige tropische en subtropische bossen, zowel in laaglanden als in bergstreken. De soort is aangetroffen op een hoogte van ongeveer duizend tot 3000 meter boven zeeniveau. Over de biologie en levenswijze is weinig bekend.

## Beschermingsstatus
Door de internationale natuurbeschermingsorganisatie IUCN is de beschermingsstatus 'veilig' toegewezen (Least Concern of LC).